# Gaëlle Gebet
Gaëlle Gebet, née le 29 juin 1984 à Tours, est une escrimeuse française. Elle participe aux championnats d'Europe et aux championnats du monde de 2014, où l'équipe de France de fleuret décroche deux médailles de bronze.

## Carrière
Gebet débute l'escrime à six ans à Beynes. Chez les juniors, elle obtient en 2004, à Plovdiv, la médaille de bronze en individuel aux championnats du monde. La transition chez les séniors est difficile, et elle fait le choix de privilégier son parcours professionnel. Ce n'est qu'en 2010 qu'elle intègre l'équipe nationale, avec laquelle elle décroche la cinquième place aux championnats d'Europe 2010 et aux championnats du monde 2010. Les premières médailles viennent aux championnats d'Europe et aux championnats du monde 2014, où en tant que remplaçante elle décroche deux médailles de bronze. Lors de la coupe du monde d'escrime 2014-2015, une nouvelle troisième place, en individuel à Cancún vient souligner sa progression.

## Palmarès
- Championnats du monde d'escrime
  -  Médaille de bronze par équipes aux championnats du monde d'escrime 2016 à Rio de Janeiro
  -  Médaille de bronze par équipes aux championnats du monde d'escrime 2014 à Kazan

- Championnats d'Europe d'escrime
  -  Médaille de bronze par équipes aux championnats d'Europe d'escrime 2014 à Strasbourg
- Coupes du Monde d'escrime
  -  Médaille de bronze en individuel à la coupe du monde d'escrime 2014 de Cancún
- Championnats de France d'escrime
  -  Médaille d'or aux championnats de France par équipe en 2016
  -  Médaille d'or aux championnats de France par équipe en 2015
  -  Médaille d'or aux championnats de France par équipe en 2014
  -  Médaille de bronze aux championnats de France par équipe en 2014
  -  Médaille d'or aux championnats de France par équipe en 2013
  -  Médaille de bronze aux championnats de France individuel en 2012
  -  Médaille d'or aux championnats de France par équipe en 2011
  -  Médaille de bronze aux championnats de France individuel en 2011

## Classement en fin de saison
| Année | 2003 | 2004 | 2005 | 2006 | 2007 | 2008 | 2009 | 2010 | 2011 | 2012 | 2013 | 2014 | 2015 | 2016 |
| ----- | ---- | ---- | ---- | ---- | ---- | ---- | ---- | ---- | ---- | ---- | ---- | ---- | ---- | ---- |
| Rang  | 120  | 98   | 168  | 148  | 201  | 142  | 130  | 29   | 41   | 33   | 41   | 32   | 45   | 37   |